# Stenoglene roseus
Stenoglene roseus is een vlinder uit de familie Eupterotidae. De wetenschappelijke naam van deze soort is voor het eerst geldig gepubliceerd in 1886 door Druce.
De soort komt voor in tropisch Afrika.